# Ângelo Brea
Ângelo Brea  (Santiago de Compostela, 1968) é um escritor galego.
É licenciado em Filologia hispânica pela Universidade de Santiago de Compostela e em Filologia galego-portuguesa pela Universidade da Corunha. Autor do poemário Livro do Caminho (1989), canta o amor utilizando estrofes clássicas, como a canção petrarquista ou a ode, e uma métrica muito rigorosa.
Foi co-autor da obra teatral Eva Perón, prémio Compostela de teatro em 1995. O seu seguinte poemário, intitulado O país dos nevoeiros (Espiral Maior, 2005) consta de 91 poemas, sendo o número uma homenagem ao também escritor galego Eduardo Pondal. O poeta utiliza o verso branco, em numerosos poemas decassílabos, a silva, a canção clássica, a ode, mas também a balada francesa ou o a estrofe sáfica. É de interesse o poema "Retrato da amada", no que se adapta por primeira vez à língua portuguesa o chamado "hexâmetro" greco-latino.
Em dezembro de 2014 publicou  Lembranças da Terra & outras histórias de um futuro possível.
Trata-se de um livro de 16 relatos de Ficção Científica. Eis um resumo de cada um deles.
1. Lembranças da Terra. O primeiro relato dá nome ao livro. Nele narra-se a conversa de um homem marciano com seu filho. Está narrado em terceira pessoa. Nele, o pai conta ao filho as lembranças que guarda da viagem que ele e sua mulher fizeram à Terra quando casaram. O conto tem um tom humorístico, pois o pai é muito mordaz e faz comentários picantes ao filho. Aliás, põe à vista uma questão central da Ficção Científica: as novas identidades pessoais e sociais derivadas da colonização do espaço, com pessoas nascidas já fora da Terra e sem ligações com ela.
2. A máquina de entropia inversa. Um mote clássico da Ficção Científica: as viagens no tempo. Está narrado em primeira pessoa pelo protagonista. Um cientista é convidado por um colega a experimentar uma máquina que permite viajar atrás no tempo, seja qual for a época, sem afetar os eventos presentes e garantindo que o viageiro não pode morrer nem sofrer danos. O cientista escolhe o Antigo Egito, a sua grande paixão. Ele, que teve que abandona-los estudos de Medicina, converte-se num médico no passado, namora de uma formosa jovem e mesmo chega a relacionar-se com pessoas importantes na corte real. Um relato a propósito dos usos da tecnologia, da felicidade pessoal e da liberdade de escolha.
3. As exploradoras. Narrado em primeira pessoa, conta a visita de duas exploradoras alienígenas a um planeta que parece ser a Terra. As exploradoras descobrem que a civilização do planeta ficou destruída. Porém, acham quinze cápsulas a conter sobreviventes em estado de hibernação numa base na Lua, e decidem apanhá-las, ajudadas por robôs e transladá-las à Terra, para devolvê-las à vida.
4. As grandes vantagens da neolíngua. Um conto breve e muito triste, pois narra a vida de Akira Sakura, um velho professor de japonês, língua que está a perder-se e a morrer pela imposição da neolíngua, um idioma artificial que ganha cada dia mais falantes, em especial entre os jovens, e que leva as línguas tradicionais ao esquecimento. O professor, cujos filhos falam neolíngua, só tem nove alunos na sua aula. O relato reflexiona sobre a globalização, a progressiva uniformização cultural do planeta, a perda das identidades e culturas tradicionais, e a situação e o futuro das línguas minoritárias.
5. Doze anos em Titã. O responsável da Base Espacial de Titã narra, em primeira pessoa, a sua vida diária na lua de Saturno, onde há uma grande exploração de metano líquido. Para procurarem o combustível, chegam ao satélite numerosas astronaves de carga. O protagonista, ajudado pelo seu robô Sam, tem de encarregar-se da seguridade da Base, do contrabando, de controlar que as tripulações dos cargueiros não provoquem pelejas, de que as plataformas de cargas estejam disponíveis a tempo... A história de qualquer porto do mundo, mas ambientada em Titã, um local com condições de vida muito duras, onde a camaradagem entre colegas, e mesmo entre humanos e robôs, é fundamental para que tudo funcione bem.
6. Estação lunar Alfa. Um relato detetivesco ambientado na Estação Alfa, na Lua. O inspetor Da Sousa, cuja presencia na estação parecia não ter sentido até ao momento, tem de investigar a morte da investigadora Janet Mackensey, detrás da qual há uma importante descoberta geológica. Uma história muito clássica, alinhada no estilo de detetives como Sherlock Holmes ou Hercules Poirot, mas com o interesse de que o autor descreva uma Estação científica na Lua e a vida das pessoas que moram e trabalham nela. Narrado em terceira pessoa, é um relato extenso e mostra um grande labor de documentação, com referências a locais ligados à carreira espacial da humanidade.
7. Nas montanhas de Magadar. Narrado em primeira pessoa, acontece em uma pequena colónia mineira de origem e cultura russas. É a história de um homem que levava anos alertando de uma possível guerra civil, e preparando-se para ela. As suas advertências não foram ouvidas e agora o General Isákov lidera uma rebelião que derroca o Governo, enquanto a Federação Terrestre não faz nada por evitá-lo. O homem e o seu robô Andy fogem às montanhas de Magadar, onde têm um refúgio pronto para ocultar-se por anos. Um relato destacável pela reflexão sobre a política internacional e o papel das instituições perante os conflitos bélicos, e sobre a Humanidade, que com todos os seus avances, não pode superar sua natureza violenta. É de salientar o papel do robô Andy e sua fidelidade e lealdade aos humanos.
8. O bonsai. Uma formosa história, protagonizada por Tanaka Kenshi, um engenheiro japonês que tem uma enorme coleção de bonsais, aos que dedica o seu lazer, que herda de seu pai e que transmite à sua neta.  Kenshi fabrica um robô muito avançado chamado Jiro (que significa "segundo filho" em japonês) que o ajuda com o seu jardim de bonsais, e que termina desenvolvendo sentimentos e emoções quase humanas, mesmo gostando da poesia e viajando sozinho pelo país. Um conto cheio de lirismo, que joga com o conceito de humanidade e tem fortes reminiscências do estilo do Ray Bradbury, e alinha também com as histórias de robôs do Isaac Asimov.
9. O efeito Smith. Um dos relatos mais singulares do livro: O general dum exército alienígena narra a vitória da sua espécie sobre a humanidade e a derrota e destruição da Federação Terrestre. Tudo começa com uma batalha onde a espaçonave terrestre Galle, a mais moderna e sofisticada da sua frota, tem um erro de funcionamento e fica indefensa. Desde então, a guerra já sempre é favorável aos alienígenas. O curioso é que tudo deriva de um falho humano, do descuido dum engenheiro chamado Joseph Smith, fruto de uma discussão com a sua namorada. O general chama aos seus soldados a antepor a lealdade ao império e o amor à raça perante o pessoal, e a coletividade frente ao individualismo.
10. O Sol no horizonte. Mostra a vida de um menino na colónia mineira do planeta Cygnus 4, um local a sessenta anos-luz da Terra, submetido a uma intensa radiação, por ficar num sistema solar triplo. A gente mora lá desde há trezentos e onze anos, e o menino, filho do narrador, tem uma imagem idealizada e idílica da Terra, que somente conhece pelos filmes e as séries de TV. Mas o pai conta-lhe da superpopulação, da contaminação, da pobreza e as brigas pelos recursos. Outra olhada às novas identidades e culturas derivadas da conquista do espaço pela Humanidade.
11. O varredor. Um conto interessante e com um tom irónico, no qual um varredor espacial narra, em primeira pessoa, o rechaço que produz nas pessoas a sua profissão, mesmo no seu filho e na sua mulher, que o despreza. Mas uma operação rotineira de limpeza vira num espetacular resgate no que intervêm o varredor e o seus colegas, com o que muda a sua imagem pública e a reputação do seu oficio. Uma divertida reflexão sobre o valor das palavras.
12. Perdidos na Lua. O conto com maior emoção narrativa do livro relata, em primeira pessoa, o acidente de uns astronautas na Lua, longe da sua base, de jeito que ficam perdidos. Têm de retornar à base sem esgotar as reservas de oxigénio e sem ficar expostos às altas temperaturas que se alcançam na superfície lunar. A situação complica-se quando um deles sofre uma forte queda, e o narrador tem de encarregar-se de tudo. É um relato emocionante e que mostra a boa documentação científica do autor.
13. Por causas naturais. Um conto interessante pelo seu mote: Há uma nova colónia, um novo assentamento humano em Marte. Mas, quem será a primeira pessoa nascida lá? E quem a primeira em morrer? O assunto creia uma grande expectação na Terra, e todos os media seguem a atualidade marciana com interesse. Maria Rodrigues, uma astronauta brasileira, fica grávida, e o doutor Brown vigia a sua gravidez com muito cuidado, pelas possíveis complicações derivadas das distintas condições de gravidade e atmosfera da Terra e Marte. O desenlace do relato é muito original e responde às duas questões à vez.
14. Rosas de Admete. Se calhar, o relato mais singular e curioso da obra. Após o desenvolvimento de motores que podem levar as naves a ultrapassar a velocidade da luz, a humanidade consegue conquistar boa parte da galáxia. No afastado planeta Admete, acham-se umas flores, as Rosas de Admete, que pelas suas características, oferecem uma fonte de energia limpa, barata e abundante, que pode solucionar os problemas de contaminação e de esgotamento dos recursos da Terra. Finalmente, o relato tem um desenlace inesperado e inquietante.
15. Um planeta remoto. De novo a guerra e as suas repercussões na população civil. As pessoas duma afastada colónia, simples mineiros de uma pequena lua, têm de fugir dela por causa de uma rebelião contra a Federação Terrestre, devido à queda e o afundamento das instituições. Os piratas e mercenários atacam as colónias e mesmo chegam até à Terra. As pessoas que habitam na pequena colónia fogem a um planeta muito afastado, onde devem começar uma nova vida, longe da barbárie e do fim da civilização.
16. Um pôr do sol vermelho. A última história ambienta-se novamente em Marte. Nela, um cientista conta a vida que leva ali, onde já há três anos que mora. Fala dos locais e a vida diária no planeta, e relata um acidente que sofre e a camaradagem com os colegas que lhe salvam a vida.
Um destes contos, "As grandes vantagens da neolíngua", inspirou a antologia A voz dos mundos. Contos de Ficção Científica ( Ed. Mondrongo, Ilhéus-Bahía - Brasil - e Através Editora - Galiza -) com autores galegos, portugueses e brasileiros, onde apareceu o seu conto "A nova Constituição", que é uma precuela do conto "Nas montanhas de Magadar", Neste relato narram-se os problemas de tipo jurídico e linguístico que envolvem a entrada do planeta na Federação Terrestre. 
```
 Em 2019 publica o livro 
Tempo de Eclipses
 , que é uma recompilação de toda a sua obra poética. O volume consta de vários apartados. Começa com a edição íntegra de O país dos nevoeiros (91 poemas), que vai acompanhado por um segundo livro poético, intitulado precisamente Tempo de eclipses (também com 91 poemas).   
  Acompanha a edição um amplo Glossário e dois artigos sobre métrica.  O primeiro (pp.
 
271–283) estuda o verso clássico por excelência, o hexâmetro e explica o processo de adaptação deste verso à língua portuguesa, seguindo os modelos doutras línguas de cultura. Este artigo, intitulado “O hexâmetro greco-latino e a sua adaptação à métrica galaico-portuguesa” explica com exemplos concretos do autor não apenas o hexâmetro, mas o resto dos versos clássicos que podiam aparecer com ele. Trata-se aqui o dístico elegíaco (combinação do hexâmetro com o chamado pentâmetro dactílico);  o epodo dactílico (hexâmetro e tetrâmetro dactílicos); a estrofe arquiloquiana menor (hexâmetro e hemiepes) ou a combinação do hexâmetro com a pentapódia dactílica regular. 
  Um segundo artigo, intitulado “Da sextina aos quadrados mágicos: Esquemas métricos com base matemática” mostra a grande novidade de criar esquemas métricos regularizados baseados nos quadrados mágicos. Começa o artigo explicando a história dos quadrados mágicos e dos quadrados latinos para passar a realizar poemas com forma de quadra (poemas de 4 estrofes e 4 versos por estrofe, com o esquema de um quadrado mágico de 4 x 4),  continua com as  quintilhas (5 x 5), as sextilhas (6 x 6), as setilhas (7 x 7),  as oitavas (8 x 8) e, até, com um sudoku mágico (poema de nove estrofes e nove versos por estrofe). Para além disto, explica com exemplos práticos, diferentes poemas com base nos números triangulares, nos números hexagonais ou nos números estrela.
```